# Mesocrina springi
Mesocrina springi är en stekelart som först beskrevs av Robert A.Wharton 1980.  Mesocrina springi ingår i släktet Mesocrina och familjen bracksteklar. Inga underarter finns listade i Catalogue of Life.